# Tour de France de 2005
A 92º Volta da França (ou Volta à França) teve início no dia 2 de julho e concluiu-se em 24 de julho de 2005.

## Etapas
1. 2 de julho - Fromentine - Noirmoutier en l'Île, 19 km (contra-relógio individual)
2. 3 de julho - Challans - Les Essarts, 182 km
3. 4 de julho - La Châtaigneraie - Tours, 208 km
4. 5 de julho - Tours - Blois, 66 km (contra-relógio por equipes)
5. 6 de julho - Chambord - Montargis, 179 km
6. 7 de julho - Troyes - Nancy, 187 km
7. 8 de julho - Lunéville - Karlsruhe (Alemanha), 225 km
8. 9 de julho - Pforzheim (Alemanha) - Gérardmer, 235 km
9. 10 de julho - Gérardmer - Mulhouse, 170 km (etapa de montanha)
10. 12 de julho - Grenoble - Courchevel, 192 km (etapa de montanha)
11. 13 de julho - Courchevel - Briançon, 173 km (etapa de montanha)
12. 14 de julho - Briançon - Digne-les-Bains, 187 km (etapa de montanha)
13. 15 de julho - Miramas - Montpellier, 162 km
14. 16 de julho - Agde - Ax-3 domaines, 205 km (etapa de montanha)
15. 17 de julho - Lézat-sur-Lèze - Saint-Lary-Soulan, 205 km (etapa de montanha)
16. 19 de julho - Mourenx - Pau, 177 km (etapa de montanha)
17. 20 de julho - Pau - Revel, 239 km
18. 21 de julho - Albi - Mende, 189 km
19. 22 de julho - Issoire - Le Puy-en-Velay, 154 km
20. 23 de julho - Saint-Étienne - Saint-Étienne, 55 km (contra-relógio individual)
21. 24 de julho - Corbeil-Essonnes - Paris Champs-Élysées, 160 km

Haverá dois dias de descanso:
- Entre a 9ª e a 10ª etapa.
- Entre a 15ª e a 16ª etapa.

## Classificação final

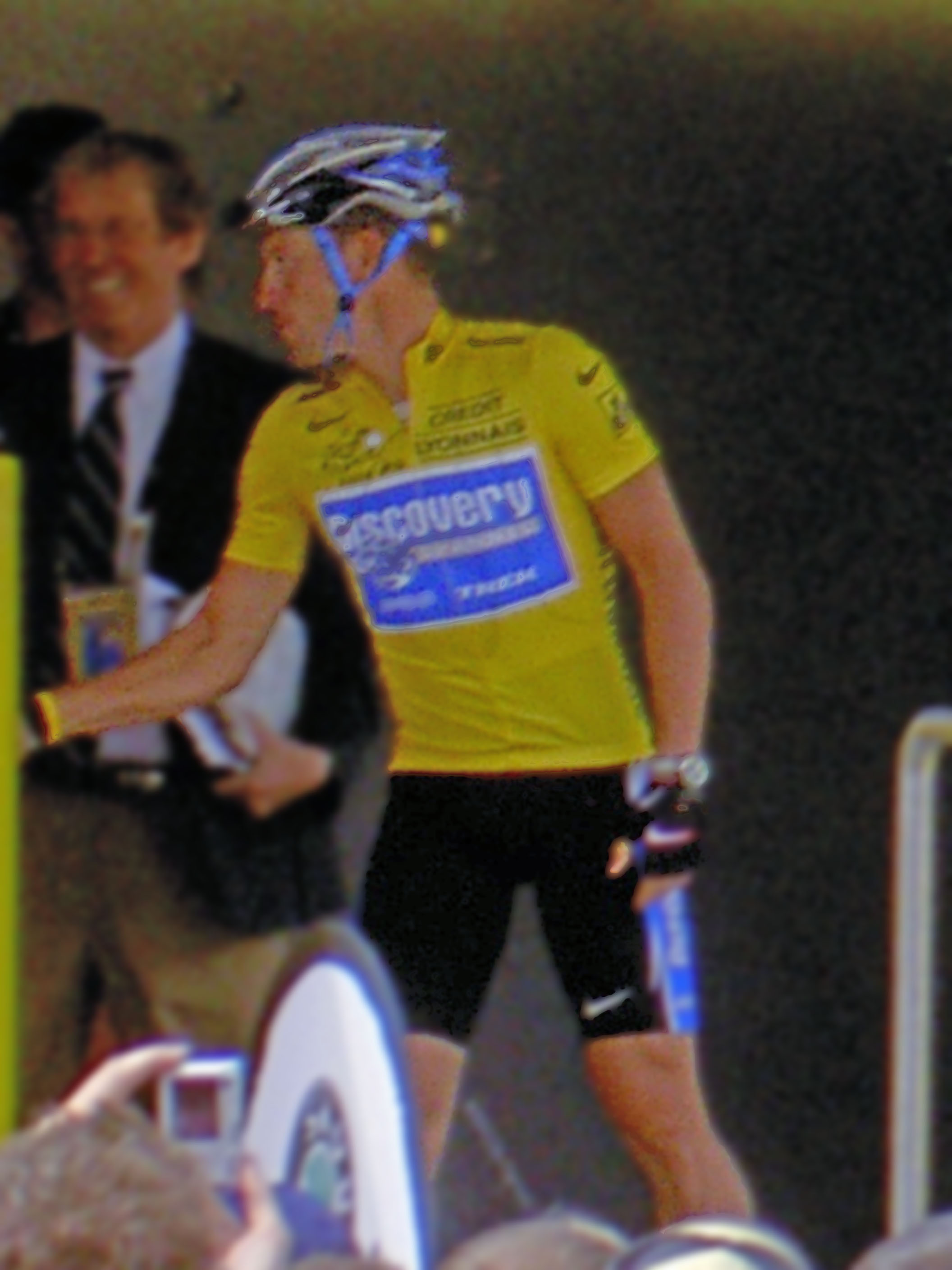
Lance Armstrong, vencedor da competição.

Os 3608 km desta Volta da França foram percorridos com uma média de 41,654 km/h, a maior da história.
24 de julho: ao final da 21ª e última etapa Corbeil-Essonnes - Paris Champs-Élysées, 160 km
1. Lance Armstrong (EUA - DSC), em 86h15min02s
2. Ivan Basso (Itá - CSC), a 04min40s
3. Jan Ullrich (Ale - TMO), a 06min21s
4. Francisco Mancebo (Esp - IBA), a 09min59s
5. Alexander Vinokourov (Cas - T-Mobile Team), a 11min01s
6. Levi Leipheimer (EUA - GST), a 11min21s
7. Michael Rasmussen (Din - RAB), a 11min33ss
8. Cadel Evans  (Aus - DVL), a 11min55s
9. Floyd Landis (EUA - PHO), a 12min44s
10. Oscar Pereiro Sio (Esp - Pho), a 16min04s

...
30. José Azevedo (Por - DSC), a 59min48s
Os 3608 km desta Volta da França foram percorridos com uma média de 41,654 km/h, a maior da história.

## Detalhes das etapas
- Etapas do Tour de France 2005

## Resultados
1. Alexander Vinokourov (Cas - T-Mobile Team), em 03h40min57s
2. Brad McGee (Aus - FDJ), mesmo tempo
3. Fabian Cancellara (Suí- FAS), m.t.
4. Robbie McEwen (Aus - DVL), m.t.
5. Stuart O’Grady (Aus - COF), m.t.
6. Allan Davis (Aus - LSW), m.t.
7. Thor Hushovd (Nor- CA), m.t.
8. Baden Cooke (Aus - FDJ), m.t.
9. Bernhard Eisel (Aut - FDJ), m.t.
10. Robert Forster (Ale - GST), m.t.

## Classificação geral final
1. Lance Armstrong (EUA - DSC), em 86h15min02s
2. Ivan Basso (Itá - CSC), a 04min40s
3. Jan Ullrich (Ale - TMO), a 06min21s
4. Francisco Mancebo (Esp - IBA), a 09min59s
5. Alexander Vinokourov (Cas - T-Mobile Team), a 11min01s
6. Levi Leipheimer (EUA - GST), a 11min21s
7. Michael Rasmussen (Din - RAB), a 11min33ss
8. Cadel Evans  (Aus - DVL), a 11min55s
9. Floyd Landis (EUA - PHO), a 12min44s
10. Oscar Pereiro Sio (Esp - Pho), a 16min04s

...
30. José Azevedo (Por - DSC), a 59min48s